# Colatina
Colatina este un oraș în unitatea federativă Espírito Santo (ES) din Brazilia.
Orașul Colatina este situat pe malurile fluviului Doce. 